# پپسین
پپسین (Pepsin)، آنزیمی است پروتئینی که به طور غیر مستقیم از سلول‌های اصلی دیواره معده ترشح می‌شود و به هضم پروتئین‌ها کمک می‌کند.آنزیم پپسین ، پروتئین‌ها را به پروتئین‌های کوچکتر تبدیل می‌کند.پیش‌ساز پروتئاز های معده ( آنزیم پروتئینی که در ابتدا غیر فعال است) را به طور کلی پپسینوژن می‌گویند که بر اثر  کلریدریک اسید که آن هم از سلول های دیواره معده ترشح می‌شود ، به پپسین تبدیل می‌شود.
پپسین خود نیز با اثر بر پپسینوژن تولید پپسین را افزایش می‌دهد.

## اثرات گوارشی
این آنزیم یک اندوپپتیداز است لذا پروتئین‌ها را از وسط به پلی پپتیدها تجزیه می‌کند. پپسین به صورت پروآنزیم پپسینوژن از سلول‌های اصلی معده ترشح می‌شود. پپسین اولین آنزیم گوارشی است که کشف شده‌است. حداکثر فعالیت پپسین در محیط اسیدی معده و PH حدود دو است در PH هشت و بالاتر این آنزیم کاملاً تخریب می‌شود.

## پپسینوژن
آنزیم پپسین به صورت پپسینوژن که فاقد فعالیت گوارشی است در داخل سلول‌های معده ساخته می‌شود. ولی این پیش آنزیم با ورود به معده در حضور کلریدریک اسید بلافاصله فعال شده و به‌شکل پپسین در می‌آید. پپسین در محیط با اسیدیته بالا آنزیم پروتئولیتیک بسیار فعالی است و به‌ویژه پیوند بین اسیدآمینه‌های آروماتیک و هیدروفوبیک را می‌شکند. اما اگر PH محیط از ۵ افزایش یابد (با ورود غذا به روده)، اثر پروتئولیتیک پپسین بسیار ضعیف شده و ممکن است کاملاً غیرفعال گردد. پپسین فقط در هضم پروتئین‌ها نقش دارد و در هضم کربوهیدرات و چربی تأثیری ندارد.